# Zamach na Martina Luthera Kinga

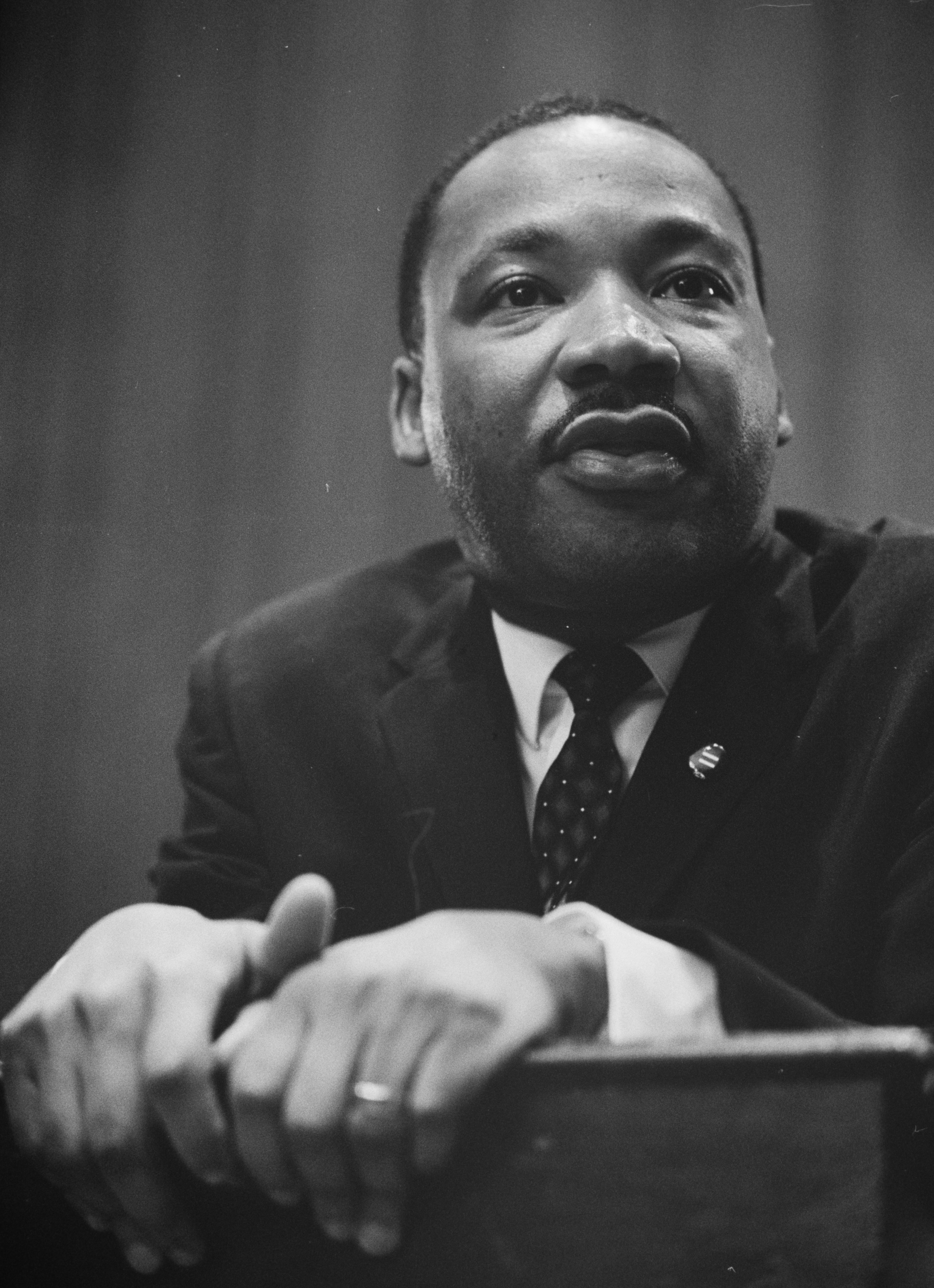
Martin Luther King w 1964 roku

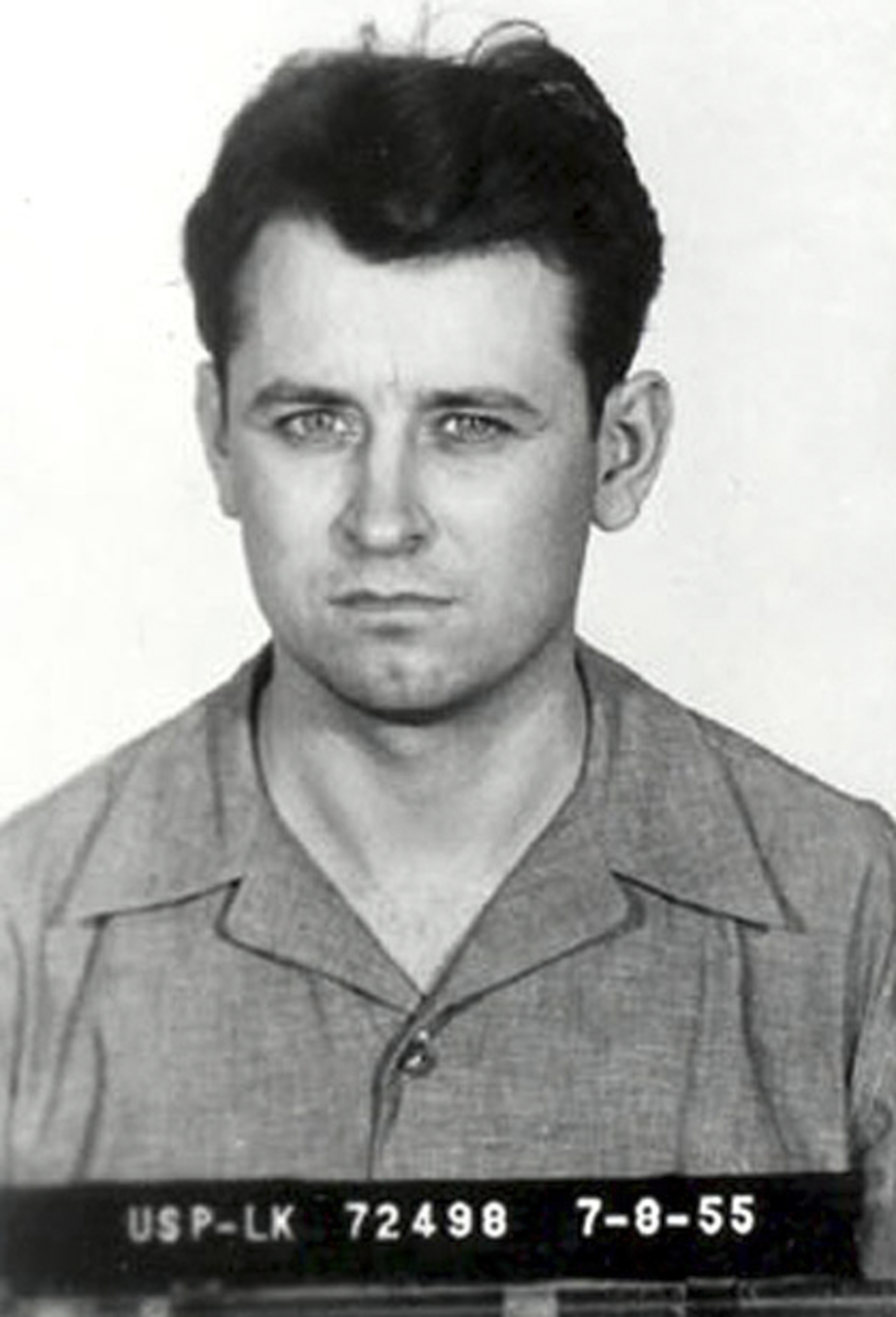
James Earl Ray w 1955 roku

Zamach na Martina Luthera Kinga – wydarzenie w historii Stanów Zjednoczonych, mające miejsce 4 kwietnia 1968 roku w Memphis, w wyniku którego zginął laureat Pokojowej Nagrody Nobla, pastor Martin Luther King. Sprawcą zamachu był James Earl Ray.

## Przyczyny
W wyniku ustaw uchwalonych przez Kongres w 1964 i 1965 roku, sytuacja ludności czarnoskórej nieco się poprawiła, co spowodowało jednak dodatkowe zamieszki na tle rasowym. Mimo to, pastorzy z SCLC mieli mniej pracy i skupiali się na własnych zborach i rodzinach. Niezadowolony z prezydenckiego planu „Wielkiego Społeczeństwa”, w 1967 roku King podjął próbę kolejnej reformy kraju, mającej zlikwidować ubóstwo i nierówności społeczne. Planował zorganizowanie w Waszyngtonie strajku ludzi biednych (PPC). Pomimo sprzeciwów we własnym środowisku, chciał by ubodzy wybudowali w stolicy miasteczko namiotowe. Z powodu organizacji tego rodzaju protestu, King był inwigilowany przez FBI. Plany SCLC zmieniły się, gdy 11 lutego 1968 roku odbył się w Memphis protest pracowników zakładów oczyszczania miasta z powodu zbyt niskich zarobków. Dwanaście dni później demonstracja została spacyfikowana przez policję, co spotkało się ze stanowczym protestem organizacji społecznych. Te wydarzenia spowodowały, że Martin Luther King 18 marca przyjechał do Memphis, wygłosił kazanie i zorganizował protest PPC dziesięć dni później. Demonstracja ta zakończyła się interwencją policji, podczas której King został wyprowadzony pod eskortą ochrony, a w mieście wprowadzono stan wyjątkowy. Pastor tymczasowo opuścił Memphis, jednak postanowił tam powrócić 3 kwietnia.

## Przebieg zamachu
Lecąc z powrotem do Tennessee, King planował spotkać się z burmistrzem i strajkującymi, a także przeprowadzić kolejną pokojową demonstrację. Z prasy dowiedział się, że dwóch zwolenników George’a Wallace’a wyznaczyło 70–100 tysięcy dolarów nagrody za jego głowę. Po dotarciu na miejsce członkowie SCLC zakwaterowali się w tanim motelu Lorraine, usytuowanym poza centrum miasta (King ulokował się w pokoju 306 na piętrze). Wieczorem tego dnia laureat Pokojowej Nagrody Nobla wygłosił okolicznościowe kazanie w kościele, a rankiem 4 kwietnia Andrew Young i James Lawson udali się do sądu, by uzyskać zgodę na pokojowy marsz. Gdy wrócili około godziny 17, oczekiwali na wyjście na obiad do rodziny pastora Samuela Kylesa. Kiedy wszyscy zgromadzili się na dole Ralph Abernathy i King w towarzystwie Kylesa, wrócili do swoich pokoi, by wziąć płaszcze. Dwaj ostatni stali na balkonie, rozmawiając z przyjaciółmi, znajdującymi się na dole. W pewnym momencie Kyles zszedł na dół i usłyszał strzał. Gdy wrócił, zobaczył pastora leżącego na balkonie z trzycalową raną wlotową w okolicy prawej strony szczęki i szyi. Kula uszkodziła tętnicę szyjną i rdzeń kręgowy, przez co ranny obficie krwawił.

## Śmierć pastora
Abernathy, usiłując pomóc Kingowi, pytał go: „Martin, Martin, to ja Ralph. Czy mnie słyszysz? Tu jest Ralph!”. Pastor nie był jednak w stanie wypowiedzieć żadnego słowa. Wokół niego zebrało się więcej osób i usiłowano zatamować krwawienie i podtrzymać przy życiu do czasu przyjazdu pogotowia. Karetka zabrała rannego i Abernathy’ego do szpitala St. Joseph’s Hospital, gdzie chirurdzy orzekli, że jego życia nie da się uratować. Śmierć Kinga została podana do wiadomości publicznej tego samego dnia o 19:05. Decyzją Lyndona Johnsona, 7 kwietnia był dniem żałoby narodowej, a dwa dni później w Atlancie odbył się pogrzeb.
W wyniku zamachu w Stanach Zjednoczonych wybuchły masowe protesty. Demonstracje na tle rasowym odbyły się w 125 miastach, między innymi w Baltimore, Bostonie, Chicago, Filadelfii, San Francisco czy Waszyngtonie. Podczas zamieszek, które trwały tydzień, zginęło łącznie 46 osób, 2,6 tysiąca zostało rannych, a 20 tysięcy – aresztowanych. W całym kraju zmobilizowano łącznie około 70 tysięcy policjantów i żołnierzy Gwardii Narodowej. Do Memphis przyjechał zastępca sekretarza pracy, dzięki czemu do 16 kwietnia udało się zakończyć negocjacje pomiędzy śmieciarzami a burmistrzem.

## Proces zamachowca
Według zeznań świadków, przed motelem na South Main Street miał być widziany biały Ford Mustang. Prowadzący śledztwo agenci Federalnego Biura Śledczego usiłowali znaleźć właściciela bądź użytkownika samochodu. Dokonali także przeszukania domu noclegowego naprzeciwko motelu Lorraine. W jednym z pokoi znaleźli karabin remington z celownikiem optycznym. Ustalono, że w pokoju przebywał uciekinier z więzienia, James Earl Ray. Zamachowiec uciekł początkowo do Atlanty, a następnie do Europy, jednak został złapany w Wielkiej Brytanii i ekstradowany do Stanów Zjednoczonych 19 czerwca tego samego roku. Wiosną 1969 roku prokuratorzy stanowi postawili mu zarzut zabójstwa, domagając się kary śmierci. Został skazany na 99 lat więzienia.
Siedem lat później sprawa zamachu była rozpatrywana ponownie, tym razem przez Komisję Izby Reprezentantów ds. Zabójstw. Z raportu komisji wynika, że Martin Luther King zginął z ręki Raya, jednak zleceniodawcami mogły być inne osoby, których tożsamości nie udało się ustalić. Zeznania Raya były obiektem wielu kontrowersji, a on sam przez lata pobytu w więzieniu uważał się za niewinnego. Członkowie rodziny zamordowanego pastora w 1997 roku publicznie zaapelowali o ponowne rozpatrzenie sprawy Raya. Część biografów anglosaskich uważa, że King zginął w wyniku spisku.
W listopadzie 1983 roku Ronald Reagan uchwalił nowe święto federalne – Dzień Martina Luthera Kinga, przypadający w trzeci poniedziałek stycznia.